# جون ويست (صحفي)
جون ويست (بالإنجليزية: John West)‏ هو صحفي أسترالي، ولد في 23 أغسطس 1856 في فيكتوريا في أستراليا، وتوفي في 22 فبراير 1926 في Toolern Vale ‏ في أستراليا.